# 傑布拉伊爾
39°24′00″N 47°01′34″E / 39.40000°N 47.02611°E

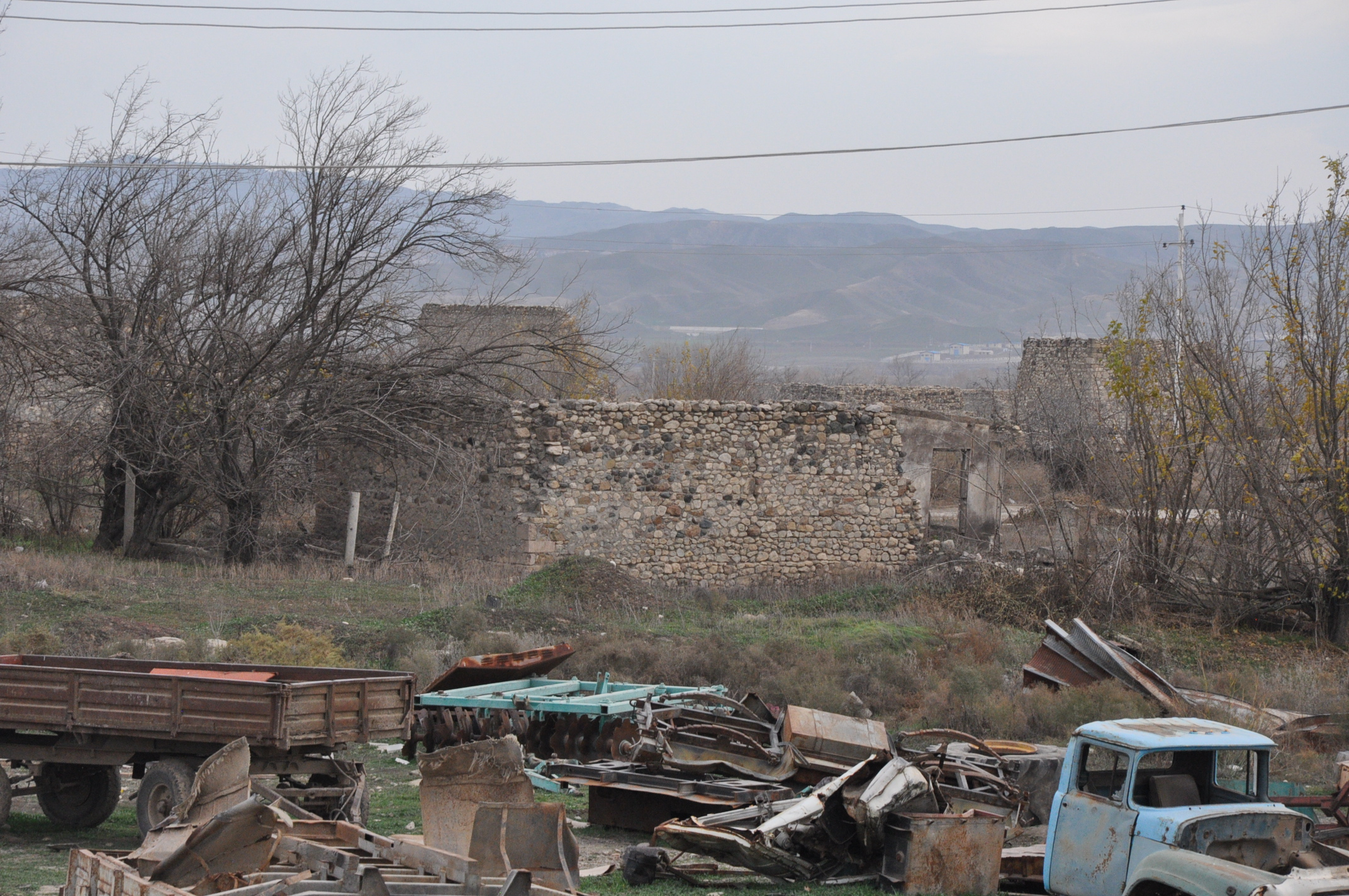
傑布拉伊爾

傑布拉伊爾是阿塞拜疆的城鎮，也是傑布拉伊爾區的首府，位於該國西南部，距離首都巴庫338公里，毗鄰與伊朗接壤的邊境，海拔高度569米，2008年人口9,093。

## 外部連結
- World Gazetteer: Azerbaijan – World-Gazetteer.com